# Capenda Camulemba
Capenda Camulemba è una municipalità dell'Angola appartenente alla provincia di Lunda Nord. Ha 79.685 abitanti (stima del 2006).
Il capoluogo è Capenda Camulemba.